# ریس ریچی
ریس ریچی (به انگلیسی: Reece Ritchie) (زاده ۲۳ ژوئیهٔ ۱۹۸۶)، بازیگر انگلیسی است.
از فیلم‌های معروف او می‌توان به بازی در فیلم هرکول و پیت در برابر زندگی اشاره کرد.